# شبه‌ناز (سرده)
شبه‌ناز (نام علمی: Pseudosedum) نام یک سرده از تیره گل‌نازیان است.